# 短身金线鲃
短身金线鲃（学名：Sinocyclocheilus brevis）为鲤科金线鲃属的鱼类。在中国，分布于广西罗城县的地下河等。该物种的模式产地在广西罗城县的地下河属珠江柳江水系。該魚體側扁，背部隆起，吻稍尖，口端位，具觸鬚2對，體被鱗片，胸及腹部的鱗片埋於皮膚下，側線完整，背鰭鰭條7枚，後端變硬具鋸齒狀，體色淡粉紅色，無斑紋，體長可達12公分。

## 扩展阅读
維基物種上的相關：短身金线鲃